# Rémi Laurent
Rémi François Simon Laurent (Suresnes, 12 ottobre 1957 – Parigi, 14 novembre 1989) è stato un attore francese.

## Biografia
Era il figlio di Louis Laurent, ingegnere agrario, e di Nicole Duportic, maestra d'asilo. Prima di diventare attore fu un discreto pianista.
Divenuto famoso dopo il suo primo ruolo nel film A noi le inglesine! (1976), Laurent apparve in seguito in diversi popolari film francesi della fine degli anni settanta e inizio anni ottanta tra cui, in particolare, Il vizietto (1978), coproduzione italo-francese, nel quale interpretò il ruolo di Laurent Baldi, il figlio che Renato Baldi (Ugo Tognazzi) ha avuto da una rocambolesca relazione con una donna prima di legarsi stabilmente ad Albin (Michel Serrault), l'uomo della sua vita.
Nei due sequel della fortunata serie, Il vizietto II (1980) e Matrimonio con vizietto (1985), Rémi Laurent non riprese più il ruolo di Laurent Baldi. 

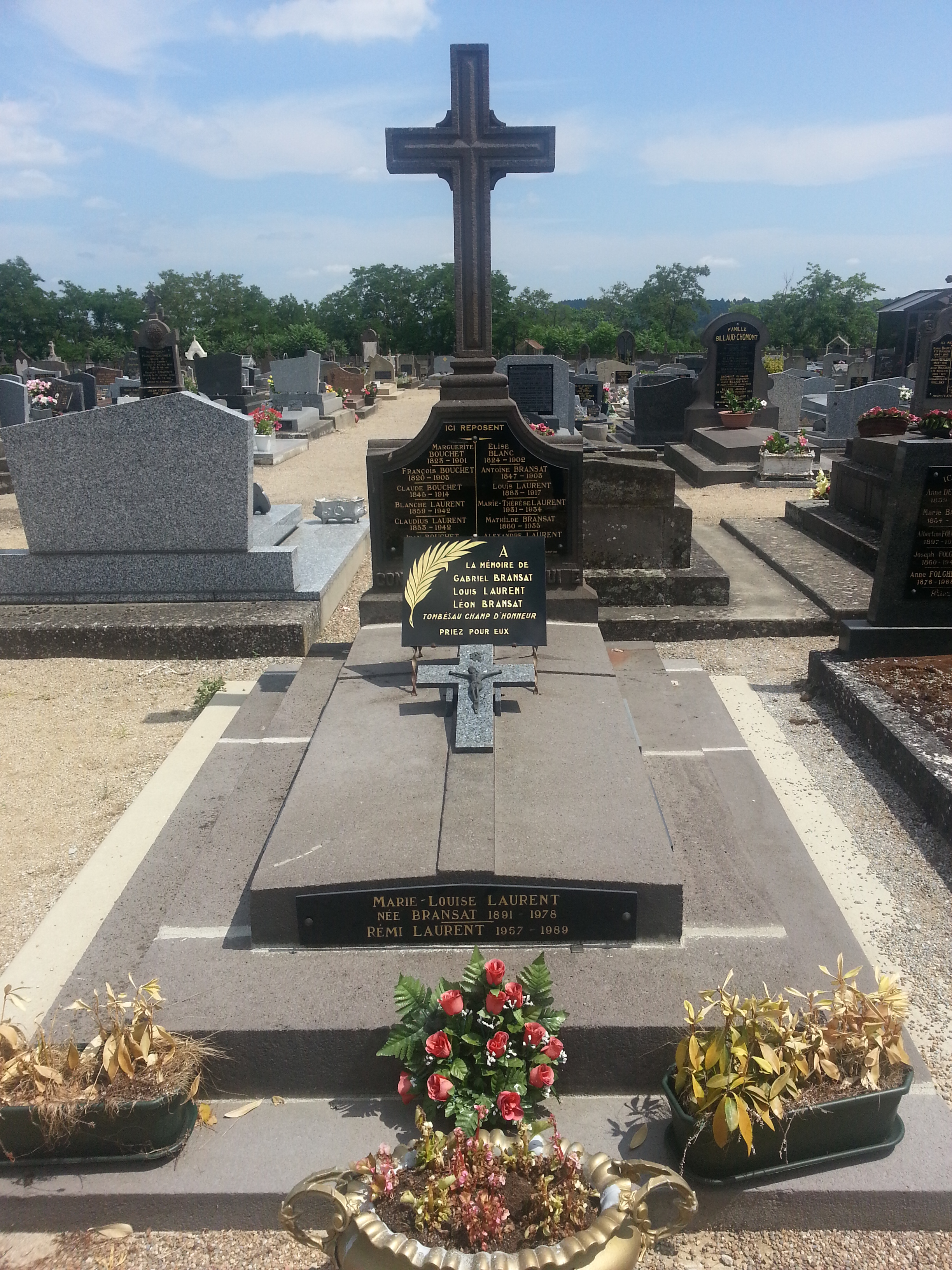
Tomba di Rémi Laurent, situata all'interno del cimitero di Saint-Pourçain-sur-Sioule.

Laurent non nascose mai di aver fatto uso di droghe negli anni del suo successo. Morì per complicazioni da AIDS il 14 novembre 1989, all'età di 32 anni. Fino alla morte venne sostenuto dalla moglie Emöke Masznyik. È sepolto a Saint-Pourçain-sur-Sioule.

## Filmografia

### Cinema
- A noi le inglesine (À nous les petites Anglaises) (1976)
- Dis bonjour à la dame (1977)
- Arrête ton char... bidasse! (1977)
- Les Seize ans de Jérémy Millet (1978)
- Il vizietto (La Cage aux folles), regia di Édouard Molinaro (1978)
- C'est dingue... mais on y va (1979)
- Tous vedettes (1980)
- La Cassure (1981)
- Les Plouffe (1981)
- Une glace avec deux boules... (1982)
- Il regalo (Le Cadeau) (1982)
- Black Mic Mac (1986)
- La princesse surgelée (1987)

### Televisione
- Les filles d'Adam (1980)
- Crossings (1986)